# 시라카타정
시라카타정(白潟町)은 지바현 조세이군에 일찍이 존재했던 정이다. 현재의 시라코정 남부에 해당한다.

## 역사
- 1889년 4월 1일 - 정촌제 시행에 수반해 나가라군 시라카타촌이 성립하였다.
- 1897년 4월 1일 - 나가라군이 폐지되어 조세이군이 되었다.
- 1940년 2월 11일 - 정으로 승격해 시라카타정이 되었다.
- 1955년 2월 11일 - 나바키촌, 세키촌과 합병해, 시라코정이 신설되어 동일 시라카타정은 폐지되었다